# William Francken
 (octobre 2012).
Si vous disposez d'ouvrages ou d'articles de référence ou si vous connaissez des sites web de qualité traitant du thème abordé ici, merci de compléter l'article en donnant les références utiles à sa vérifiabilité et en les liant à la section « Notes et références ».
Pour les articles homonymes, voir Franken (homonymie).
William Francken, né le vendredi 4 janvier 1889 à Rotterdam, aux Pays-Bas et mort le lundi 3 septembre 1962 à Begnins, dans le Canton de Vaud, en Suisse est un médecin suisse qui a été honoré du titre de Juste parmi les nations.

## Biographie
Fils de médecin, né le 4 janvier 1899 à Rotterdam, Willem (son prénom de naissance) Francken passe son enfance à Menton, puis étudie la médecine à Lausanne, avant de venir d'installer à Begnins, en 1914. Naturalisé suisse, il épouse Laure (dite Loly) Fiaux, qui fut la première femme à obtenir un diplôme d'ingénieur en Suisse romande. Disciple de César Roux, il fonda, en 1921, le Pavillon de La Côte, à Gilly (Vaud), qui fut le premier sanatorium du Canton de Vaud et qu'il dirigea pendant 40 ans. Il fut un homme engagé pour améliorer la santé des gens et pour dénoncer des initiatives contraires à l'environnement. Ainsi il fit la promotion du cidre doux et les jus de fruits pour prévenir l'alcoolisme (il fit fermer des cafés), mit en œuvre une prévention générale pour la jeunesse avec des cures de soleil (il fut pendant quarante-cinq ans médecin des écoles) et dénonça les atteintes à la nature (il prit position pour la sauvegarde du Bois-de-Chêne (commune de Genolier),menacé dans les années 1950 d'être transformé en place d'armes).
En 1936, le couple adopte deux frères d'origine française, Paul et Jean Lapierre.
Le 17 avril 1999, la commune de Begnins a inauguré une plaque commémorative en souvenir du médecin de campagne bégninois et de son épouse.

### Sources
- Fonds : Francken (William) (1845-2012) [0,85 mètre linéaire=PP 611]. Archives cantonales vaudoises (présentation en ligne).
- Les Francken honorés à Begnins, Elisabeth Guyot-Noth: 24 heures (Suisse) - Lausanne - 19 avril 1999